# Peggy Bundy
Margaret "Peggy" Bundy, geboren Wanker, is een personage uit de serie Married... with Children. Peggy werd gespeeld door Katey Sagal.
Peggy is Al's luie, genotzuchtige echtgenote. Ze weigert te werken, te koken of het huis schoon te maken en geeft er de voorkeur aan om nieuwe kleding te kopen eerder dan gedragen kleding te wassen. Ze weigert absoluut om een baan te overwegen. Ze haalt haar luiheid aan als een familietraditie en raakt boos op Kelly als ze een baan krijgt. Ze beweert dat Wanker-vrouwen nooit werken. Overdag houdt ze ervan om talkshows te kijken, op de bank in de woonkamer te zitten en grote hoeveelheden bonbons te eten (zonder ooit aan te komen). Haar favoriete tv-shows zijn Oprah en Donahue, maar ze geniet ook van het kijken naar een teleshoppingkanaal.
Peggy is een roodharige vrouw met een uitbundig kapsel en ze draagt meestal kledingcombinaties uit de jaren 80 en verouderde mode in de stijl van de jaren zestig met strakke Spandex-broeken en -shirts en (meestal) schoenen open aan de tenen met naaldhakken, waardoor ze op een unieke manier loopt. Peggy rookte sigaretten in de eerste afleveringen maar stopte daarna.
Ondanks haar onaangepast gedrag en een vreemd gevoel voor mode, valt ze in het algemeen in de smaak bij mannen. Net als Al zou ze nooit haar partner bedriegen, maar in tegenstelling tot Al, verlangt ze enorm naar seks in haar huwelijk, hoewel ze ook voortdurend klaagt over Al's gebrek aan uithoudingsvermogen en Al's algemene antipathie voor "seks hebben met de vrouw". Ze lijkt het niet erg te vinden dat haar man andere vrouwen probeert te versieren, pornografische tijdschriften leest of naar stripclubs gaat.
Ondanks haar voortdurende minachting voor Al en algemene onverschilligheid jegens hun familie, toonde ze oprechte gevoelens jegens hem op ten minste één gelegenheid wanneer een succesvolle klasgenote uit de kindertijd terug naar hun stad komt en onthult dat ze al lang gevoelens koestert voor Al. De klasgenote biedt zelfs $ 500.000 voor één nacht met Al. Hoewel ze aanvankelijk akkoord gingen met het aanbod, omdat dit hen uit hun constante financiële problemen zou hebben gehaald, weigerde Peggy uiteindelijk, omdat ze de gedachte niet kon verdragen dat Al bij een andere vrouw zou zijn.